# S Novel
S Novel (?) es un sello editorial coreano fundado en el año 2012 por Somy Media. La fecha de lanzamiento oscila entre el 1 y el 15 de cada mes. Estreno su lanzamiento con Danjon ni Deai o Motomeru no wa Machigatteiru Darō ka (ダンジョンに出会いを求めるのは間違っているだろうか?) (también conocido por su abreviación como DanMachi (ダンまち?)), Hakugin no Xestmarg, Shinmai Maō no Testament y fue vendido al menor precio establecido.

## Obras

### Serializadas
- Kyoukai Senjou no Horizon (Kawakami Minoru)
- Dungeon ni Deai o Motomeru no wa Machigatteiru Darō ka (Fujino Ōmori)
- Amagi Brilliant Park (Shoji Gatoh)